# Lista de núcleos, filiais e delegações do Sporting Clube de Portugal
Esta página lista todos os núcleos, filiais e delegações do Sporting Clube de Portugal. (Até à data de 24 de maio de 2019.)

## Distrito de Aveiro

### Núcleos
- Núcleo Nº 2 - Oliveira de Azeméis
- Núcleo Nº 3 - Ílhavo
- Núcleo Nº 12 - Estarreja
- Núcleo Nº 26 - Mealhada
- Núcleo Nº 68 - Murtosa
- Núcleo Nº 71 - São João da Madeira
- Núcleo Nº 91 -  Bairrada (Anadia)
- Núcleo Nº 100 - Aveiro
- Núcleo Nº 109 - Espinho
- Núcleo Nº 215 -  São Bernardo (Aveiro)
- Núcleo Nº 223 - Águeda
- Núcleo Nº 255 - Albergaria-a-Velha

### Filiais
- Filial Nº 113 - Sporting Clube de Aveiro
- Filial Nº 128 - Sporting Clube Fermentelos
- Filial Nº 185 - Sporting Clube de Santa Maria da Feira

### Delegações
- Delegação Nº 21 - Centro Cultural Recreativo e Desportivo do Fial

## Distrito de Beja

### Núcleos
- Núcleo Nº 51 - Beja
- Núcleo Nº 115 - Almodôvar
- Núcleo Nº 131 - Moura
- Núcleo Nº 193 - Mértola
- Núcleo Nº 206 - Castro Verde

### Filiais
- Filial Nº 50 - Sporting Clube de Cuba
- Filial Nº 97 - Sporting Clube Santaclarense
- Filial Nº 123 - Sporting Clube Ferreirense

## Distrito de Braga

### Núcleos
- Núcleo Nº 88 - Fafe
- Núcleo Nº 123 - Braga
- Núcleo Nº 241 - Póvoa do Lanhoso
- Núcleo Nº 261 - Vila Nova de Famalicão
- Núcleo Nº 264 - Cabeceiras de Basto
- Núcleo Nº 268 - Barcelos

### Filiais
- Filial Nº 154 - Sporting Clube Leões das Enguardas

## Distrito de Bragança

### Núcleos
- Núcleo N° 245 - Mirandela

### Filiais
- Filial Nº 87 - Sporting Clube de Parambos
- Filial Nº 171 - Sporting Clube de Moncorvo

## Distrito de Castelo Branco

### Núcleos
- Núcleo Nº 33 - Vila Velha de Ródão
- Núcleo Nº 40 - Alcains (inactivo)
- Núcleo Nº 60 - Silvares
- Núcleo Nº 75 - Castelo Branco
- Núcleo Nº 129 - Covilhã
- Núcleo Nº 140 - Fundão
- Núcleo Nº 149 - Sertã (inactivo)
- Núcleo Nº 226 - Tortosendo
- Núcleo Nº 238 -  Paul
- Núcleo Nº 263 - Penha Garcia

### Filiais
- Filial Nº 8 - Sporting Clube da Covilhã
- Filial Nº 28 - Sporting Clube do Fundão (extinto)
- Filial Nº 62 - Sporting Clube de Castelo Branco (extinto)

## Distrito de Coimbra

### Núcleos
- Núcleo Nº 6,1 - Lousã
- Núcleo Nº 66 - Oliveira do Hospital
- Núcleo Nº 89 - Brasfemes
- Núcleo Nº 94 - Soure
- Núcleo Nº 98 - Figueira da Foz
- Núcleo Nº 99 - Arganil
- Núcleo Nº 133 - Penacova
- Núcleo Nº 145 - Midões (Tábua)
- Núcleo Nº 147 - Miranda do Corvo
- Núcleo Nº 156 -  Condeixa-a-Nova
- Núcleo Nº 162 - Pereira
- Núcleo Nº 183 - Mondego (Ribeira de Frades)
- Núcleo Nº 192 - Tábua
- Núcleo Nº 227 - Carapinheira
- Núcleo Nº 250 - Vila Nova de Anços
- Núcleo Nº 251 - Ança

### Filiais
- Filial Nº 12 - Sporting Clube Figueirense
- Filial Nº 65 - Sporting Clube de Coimbra
- Filial Nº 83 - Sporting Clube Ribeirense

## Distrito de Évora

### Núcleos
- Núcleo Nº 247 - Évora
- Núcleo Nº 107 - Montemor-o-Nova
- Núcleo Nº 141 - Viana do Alentejo
- Núcleo Nº 179 - Reguengos de Monsaraz
- Núcleo Nº 181 - Redondo
- Núcleo Nº 189 - Vila Viçosa
- Núcleo Nº 191 - Estremoz
- Núcleo Nº 208 - Vendas Novas
- Núcleo Nº 259 - Portel

### Filiais
- Filial Nº 104 - Sporting Clube de Viana do Alentejo
- Filial Nº 181 - Sporting Clube de Landeira
- Filial N° 158 - Sporting Clube Arcoense

## Distrito da Faro

### Núcleos
- Núcleo Nº 35 - Lagos
- Núcleo Nº 43 - Portimão
- Núcleo Nº 87 - Moncarapacho
- Núcleo Nº 102 - Loulé
- Núcleo Nº 122 - Tavira
- Núcleo Nº 124 - Faro
- Núcleo Nº 138 - Vila Real de Santo António
- Núcleo Nº 156 - Olhão

### Filiais
- Filial Nº 2 - Sporting Clube Farense
- Filial Nº 4 - Sporting Clube Olhanense
- Filial Nº 90 - Sporting Clube Lagoense
- Filial Nº 54 - Sporting Clube de São Romão

### Delegações
- Delegação Nº 1 - Glória Futebol Clube
- Delegação Nº 4 - Silves Futebol Clube
- Delegação Nº 20 - Leões Futebol Clube

## Distrito da Guarda

### Núcleos
- Núcleo Nº 92 - Guarda
- Núcleo Nº 130 - Figueira de Castelo Rodrigo
- Núcleo Nº 163 - Vila Nova de Foz Côa
- Núcleo Nº 200 - Aguiar da Beira
- Núcleo Nº 218 - Sabugal
- Núcleo Nº 220 - Mêda
- Núcleo Nº 233 - Vilar Formoso

### Filiais
- Filial Nº 55 - Sporting Clube de Vilar Formoso
- Filial Nº 74 - Sporting Clube de Travancinhense
- Filial Nº 75 - Sporting Clube de Celoricense
- Filial Nº 94 - Sporting Clube do Sabugal
- Filial Nº 145 - Sporting Clube de Mêda
- Filial Nº 177 - Sporting Clube de Vinhó

## Distrito de Leiria

### Núcleos
- Núcleo Nº 7,1 - Peniche
- Núcleo Nº 38 - Leiria
- Núcleo Nº 95 - Alcobaça
- Núcleo Nº 104 - Pombal
- Núcleo Nº 257 - Benedita
- Núcleo N° 273 - Batalha

### Filiais
- Filial Nº 10 - Sporting Clube de Pombal
- Filial Nº 22 - Sporting Clube das Caldas
- Filial Nº 173 - Sporting Clube da Estrela

## Distrito de Lisboa

### Núcleos
- Núcleo Nº 6 - Sacavém
- Núcleo Nº 16 - Loures
- Núcleo Nº 30 - Vila Franca de Xira
- Núcleo Nº 58 - Aveiras de Cima
- Núcleo Nº 65 - Almoçageme
- Núcleo Nº 83 - Torres Vedras
- Núcleo Nº 93 -  Magoito
- Núcleo Nº 120 - Mafra
- Núcleo Nº 132 - Alcântara
- Núcleo Nº 134 - Alverca
- Núcleo Nº 161 - Lourinhã
- Núcleo Nº 163 - Cadaval
- Núcleo Nº 187 - Tires
- Núcleo Nº 203 - Paço d'Arcos
- Núcleo Nº 213 - Vialonga
- Núcleo Nº 225 - Caneças
- Núcleo Nº 234 - Bucelas
- Núcleo Nº 236 - Cacém
- Núcleo Nº 243 -  Ferroviário (Lisboa)
- Núcleo Nº 262 -  Assembleia da República (Lisboa)

### Filiais
- Filial Nº 24 - Sporting Clube Lourinhanense
- Filial Nº 29 - Sporting Clube de Alenquer
- Filial Nº 108 - Sporting Clube de Lourel
- Filial Nº 122 - Sporting Clube de Pinheiro de Loures
- Filial Nº 130 - Sporting Clube de Casainhos
- Filial Nº 140 - Sporting Clube Brandoense
- Filial Nº 142 - Sporting Clube Freixoeira
- Filial Nº 148 - Sporting Clube do Livramento
- Filial Nº 169 - Sporting Clube de Vila Verde

## Distrito de Portalegre

### Núcleos
- Núcleo Nº 34 - Portalegre
- Núcleo Nº 69 - Elvas
- Núcleo Nº 176 - Castelo de Vide
- Núcleo Nº 254 - Galveias

### Filiais
- Filial Nº 27 - Sporting Clube Campomaiorese
- Filial Nº 77 - Sporting Clube Asssumarense
- Filial Nº 158 - Sporting Clube Arcoense

### Delegações
- Delegação Nº 2 - Clube de Futebol do Alentejo

## Distrito do Porto

### Núcleos
- Núcleo Nº 9 - Vila do Conde
- Núcleo Nº 139 - Vila das Aves
- Núcleo Nº 172 - Freamunde
- Núcleo Nº 207 - Santo Tirso
- Núcleo Nº 228 - Gondomar
- Núcleo Nº 248 - Matosinhos

### Filiais
- Filial Nº 60 - Sporting Clube Português (Porto)
- Filial Nº 139 - Sporting Clube de Gaia
- Filial Nº 176 - Sporting Clube de Lagares

### Delegações
- Delegação Nº 23 - Solar do Norte

## Distrito de Santarém

### Núcleos
- Núcleo Nº 8 - Tramagal
- Núcleo Nº 31 - Torres Novas
- Núcleo Nº 46 - Benavente
- Núcleo Nº 56 - Tomar
- Núcleo Nº 61 - Rio Maior
- Núcleo Nº 84 - Ourém
- Núcleo Nº 108 - Alferrarede
- Núcleo Nº 118 - Samora Correia
- Núcleo Nº 126 - Entroncamento
- Núcleo Nº 184 - Alpiarça
- Núcleo Nº 198 - Golegã
- Núcleo Nº 214 - Almeirim
- Núcleo Nº 258 - Grupo Leões de Tomar

### Filiais
- Filial Nº 1 - Sporting Clube de Tomar
- Filial Nº 7 - Sporting Clube de Abrantes
- Filial Nº 34 -Sporting Clube Barquinhense
- Filial Nº 58 - Sporting Clube de Torres Novas
- Filial Nº 136 - Sporting Clube Santanense

## Distrito de Setúbal

### Núcleos
- Núcleo Nº 1 - Almada
- Núcleo Nº 3 - Setúbal
- Núcleo Nº 151 - Alcochete
- Núcleo Nº 151 - Alcochete
- Núcleo Nº 169 - Alcácer do Sal
- Núcleo Nº 151 - Alcochete
- Núcleo Nº 182 - Costa da Caparica
- Núcleo Nº 190 - Grândola
- Núcleo Nº 221 - Cercal do Alentejo
- Núcleo Nº 229 - Vila Nova de Santo André
- Núcleo Nº 239 - Azeitão
- Núcleo Nº 242 - Sesimbra
- Núcleo Nº 246 - Palmela
- Núcleo Nº 253 - Quinta do Conde
- Núcleo Nº 256 - Sines

### Filiais
- Filial Nº 64 - Sporting Clube Lavradiense
- Filial Nº 129 - Sporting Clube Vinhense
- Filial Nº 164 - Sporting Clube Banheirense

## Distrito de Viana do Castelo

### Núcleos
- Núcleo Nº 153 - Valença

## Distrito de Vila Real

### Núcleos
- Núcleo Nº 27 - Vila Real
- Núcleo Nº 146 - Valpaços

## Distrito de Viseu

### Núcleos
- Núcleo Nº 23 - Viseu
- Núcleo Nº 45 - Tondela
- Núcleo Nº 135 - Lafões
- Núcleo Nº 148 - Mangualde
- Núcleo Nº 150 - Lamego
- Núcleo Nº 210 - Penedono
- Núcleo Nº 216 - Canas de Senhorim
- Núcleo Nº 231 - Carregal do Sal
- Núcleo Nº 240 - Santa Comba Dão

### Filiais
- Filial Nº 13 - Sporting Clube de Nandufe
- Filial Nº 63 - Sporting Clube de Lamego
- Filial Nº 70 - Sporting Clube de Vale de Açores
- Filial Nº 147 - Sporting Clube de Santar
- Filial Nº 184 - Sporting Clube Futsal de Viseu

### Delegações
- Delegação Nº 16 - Carvalhais Futebol Clube

## Região Autónoma dos Açores

### Núcleos
- Núcleo Nº 13 - Ilha Terceira
- Núcleo Nº 127 - Ilha de São Miguel
- Núcleo Nº 244 -  Mariense (Vila do Porto)

### Filiais
- Filial Nº 80 - Sporting Clube da Horta
- Filial Nº 131 - Sporting Clube Os Leões (Angra do Heroísmo)
- Filial Nº 132 - Sporting Clube Ideal

### Delegações
- Delegação Nº 14 - Sport Clube Lusitânia
- Delegação Nº 15  - Clube União Sportiva

## Região Autónoma da Madeira

### Núcleos
- Núcleo Nº 39 -  Leões da Madeira

### Filiais
- Filial Nº 76 - Sporting Clube da Madeira
- Filial Nº 144 - Sporting Clube do Porto Santo

## Angola

### Filiais
- Filial Nº 3 - Sporting Clube de Luanda
- Filial Nº 21 - Sporting Clube de Benguela
- Filial Nº 31 - Sporting Clube Petróleos de Cabinda
- Filial Nº 45 - Sporting Clube do Lubango
- Filial Nº 101 - Sporting Clube do Lobito

## África do Sul

### Núcleos
- Núcleo Nª 21 - Joanesburgo

### Filiais
- Filial Nº 170 - Sporting Footbal Club Johannesburg
- Filial Nº 175 - Sporting Clube de Pretória

## Austrália

### Núcleos
- Núcleo Nª 195 - Sydney

## Alemanha

### Núcleos
- Núcleo Nº 154 - Munster

### Filiais
- Filial Nº 156 - Sporting Clube de Hamburgo
- Filial Nº 178 - Sporting Clube de Frankfurt

## Bélgica

### Núcleos
- Núcleo Nº 196 - Antuérpia

### Filiais
- Filial Nº 168 - Sporting Clube Português na Bélgica

## Cabo Verde

### Filiais
- Filial Nº 20 - Sporting Clube da Praia
- Filial Nº 166 - Sporting Clube da Brava
- Filial Nº 180 - Sporting Clube do Porto Novo

## Canadá

### Núcleos
- Núcleo Nº 80 - London

### Filiais
- Filial Nº 138 - Sporting Clube Português de Toronto
- Filial Nº 149 - Sporting Club of Pentiction
- Filial Nº 165 - Sporting Clube Portuguese Vancouver

## Estados Unidos da América

### Núcleos
- Núcleo Nº 32 - Hartford
- Núcleo Nº 41 - Rhode Island
- Núcleo Nº 42 - Philadelphia
- Núcleo Nº 55 - Nova Inglaterra
- Núcleo Nº 70 - Nova Iorque
- Núcleo Nº 73 - Boston
- Núcleo Nº 77 - Danbury
- Núcleo Nº 83 - New Bedford
- Núcleo Nº 289 - Suffolk
- Núcleo Nº 222 - Chicopee
- Núcleo Nº 230 -  Vale de San Joaquin (Los Banos)

### Filiais
- Filial Nº 152 - Santa Clara Sporting Clube
- Filial Nº 179 - Sporting Soccer Club Portugal

### Delegações
- Delegação Nº 18 - Lar dos Leões de New Jersey

## França

### Núcleos
- Núcleo Nº 217 - Perpignan

### Filiais
- Filial Nº 143 - Sporting Clube de Paris
- Filial Nº 157 - Sporting Clube Portugais Pontault-Combault
- Filial Nº 172 - Sporting Club d`Ivry
- Filial Nº 187 - Sporting Clube Português de Albi

## Guiné-Bissau

### Filiais
- Filial Nº 89 - Sporting Clube de Bissau

## Índia

### Filiais
- Filial Nº 114 - Sporting Clube de Goa

## Inglaterra

### Filiais
- Filial Nº 161 - Sporting Clube de Londres

## Jersey

### Filiais
- Filial Nº 141 - Sporting Academics Football Club

## Luxemburgo

### Núcleos
- Núcleo Nº 260 - Differdange

### Filiais
- Filial Nº 160 - Sporting Clube de Grevenmacher
- Filial Nº 161 - Sporting Clube do Luxemburgo
- Filial Nº 186 - Sporting Club Steinford

## Macau

### Filiais
- Filial Nº 25 - Sporting Clube de Macau

## Moçambique

### Núcleos
- Núcleo Nª 249 - Maputo

### Filiais
- Filial Nº 39 - Sporting Clube da Beira
- Filial Nº 112 - Sporting Clube de Nampula

## São Tomé Príncipe

### Filiais
- Filial Nº 98 - Sporting Clube de São Tomé
- Filial Nº 183 - Sporting Clube do Príncipe

## Suíça

### Núcleos
- Núcleo Nº 275 - Sion

### Filiais
- Filial Nº 163 - Sporting Clube Portugais et Montreux
- Filial Nº 167 - Sporting Clube de Zurique
- Filial Nº 164 - Sporting Clube de Genève
- Filial Nº 182 - Sporting Club de Renens

## Timor-Leste

### Filiais
- Filial Nº 85 - Sporting Clube de Timor

## Venezuela

### Filiais
- Filial Nº 152 - Sporting Clube Pro Venezuela